# Hanoi (stacja kolejowa)
Hanoi – stacja kolejowa w Hanoi, w Wietnamie. Stacja ma 5 peronów. Tutaj rozpoczyna się najdłuższa w Wietnamie linia kolejowa do Sajgonu o dług. 1726,2 km.